# تشيفي تشاس سكشن فايو (ماريلاند)
تشيفي تشاس سكشن فايو (بالإنجليزية: Chevy Chase Section Five, Maryland)‏ هي قرية تقع في الولايات المتحدة في مقاطعة مونتغومري (ماريلاند). يقدر عدد سكانها بـ 658 نسمة ومساحتها 0.26 كم2 وترتفع عن سطح البحر 93 متر.

## التركيبة السكانية
قام مكتب تعداد الولايات المتحدة بتحديد بيانات التركيبة السكانية لتشيفي تشاس سكشن فايو في تعداد الولايات المتحدة. في ما يلي، التركيبة السكانية حسب تعدادي 2000 و2010.

### تعداد عام 2000
بلغ عدد سكان تشيفي تشاس سكشن فايو 641 نسمة بحسب تعداد عام 2000، وبلغ عدد الأسر 224 أسرة وعدد العائلات 189 عائلة مقيمة في القرية.
وتوزع التركيب العرقي للقرية بنسبة 95.94% من البيض و 1.25% من الأمريكيين ذوي الأصول الآسيوية و 0.16% من الأمريكيين الأفارقة و 0.62% من عرقين مختلطين أو أكثر.
بلغ عدد الأسر 224 أسرة كانت نسبة 48.7% منها لديها أطفال تحت سن الثامنة عشر تعيش معهم، وبلغت نسبة الأزواج القاطنين مع بعضهم البعض 76.8% من أصل المجموع الكلي للأسر، ونسبة 5.4% من الأسر كان لديها معيلات من الإناث دون وجود شريك، وكانت نسبة 15.6% من غير العائلات. تألفت نسبة 13.4% من أصل جميع الأسر من أفراد ونسبة 9.4% كانوا يعيش معهم شخص وحيد يبلغ من العمر 65 عاماً فما فوق. وبلغ متوسط حجم الأسرة المعيشية 3.12، أما متوسط حجم العائلات فبلغ 2.86.
بلغ العمر الوسطي للسكان 42 عاماً. وكانت نسبة 30.1% من القاطنين تحت سن الثامنة عشر، وكانت نسبة 3.3% بين الثامنة عشر والأربعة وعشرون عاماً، ونسبة 21.8% كانت واقعةً في الفئة العمرية ما بين الخامسة والعشرون حتى والأربعة وأربعون عاماً، ونسبة 30.3% كانت ما بين الخامسة والأربعون حتى الرابعة والستون، ونسبة 14.5% كانت ضمن فئة الخامسة والستون عاماً فما فوق. يوجد لكل 100 أنثى 94.2 ذكر، ويوجد لكل 100 أنثى في الثامنة عشر من عمرها فما فوق 89.8 ذكر.
وكان متوسط دخل الذكور 100,000 دولار مقابل 80,000 دولار للإناث. وسجل دخل الفرد الخاص بالقرية 70,372 دولار.

### تعداد عام 2010
بلغ عدد سكان تشيفي تشاس سكشن فايو 658 نسمة بحسب تعداد عام 2010، وبلغ عدد الأسر 222 أسرة وعدد العائلات 191 عائلة مقيمة في القرية. في حين سجلت الكثافة السكانية 6,580.0 نسمة لكل ميل مربع (2,540.6/كم2). وبلغ عدد الوحدات السكنية 226 وحدة بمتوسط كثافة قدره 2,260.0 لكل ميل مربع (872.6/كم2).
وتوزع التركيب العرقي للقرية بنسبة 95.6% من البيض و 2.1% من الأمريكيين ذوي الأصول الآسيوية و 0.2% من الأمريكيين الأفارقة و 1.8% من عرقين مختلطين أو أكثر.
بلغ عدد الأسر 222 أسرة كانت نسبة 45.9% منها لديها أطفال تحت سن الثامنة عشر تعيش معهم، وبلغت نسبة الأزواج القاطنين مع بعضهم البعض 78.4% من أصل المجموع الكلي للأسر، ونسبة 4.1% من الأسر كان لديها معيلات من الإناث دون وجود شريك، بينما كانت نسبة 3.6% من الأسر لديها معيلون من الذكور دون وجود شريكة وكانت نسبة 14.0% من غير العائلات. تألفت نسبة 13.1% من أصل جميع الأسر من أفراد ونسبة 8.6% كانوا يعيش معهم شخص وحيد يبلغ من العمر 65 عاماً فما فوق. وبلغ متوسط حجم الأسرة المعيشية 3.24، أما متوسط حجم العائلات فبلغ 2.96.
بلغ العمر الوسطي للسكان 44 عاماً. وكانت نسبة 31.2% من القاطنين تحت سن الثامنة عشر، وكانت نسبة 4.3% بين الثامنة عشر والأربعة وعشرون عاماً، ونسبة 17% كانت واقعةً في الفئة العمرية ما بين الخامسة والعشرون حتى والأربعة وأربعون عاماً، ونسبة 34.6% كانت ما بين الخامسة والأربعون حتى الرابعة والستون، ونسبة 12.9% كانت ضمن فئة الخامسة والستون عاماً فما فوق. وتوزع التركيب الجنسي للسكان بنسبة 46.7% ذكور و53.3% إناث.